# 台糖南州廠

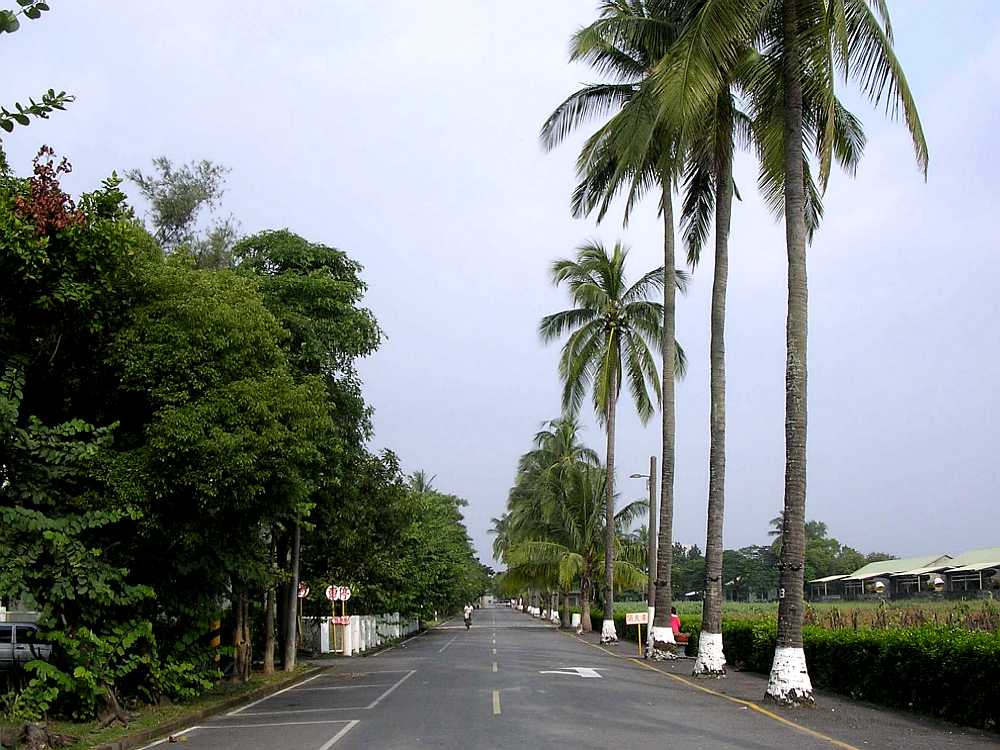
南州糖廠

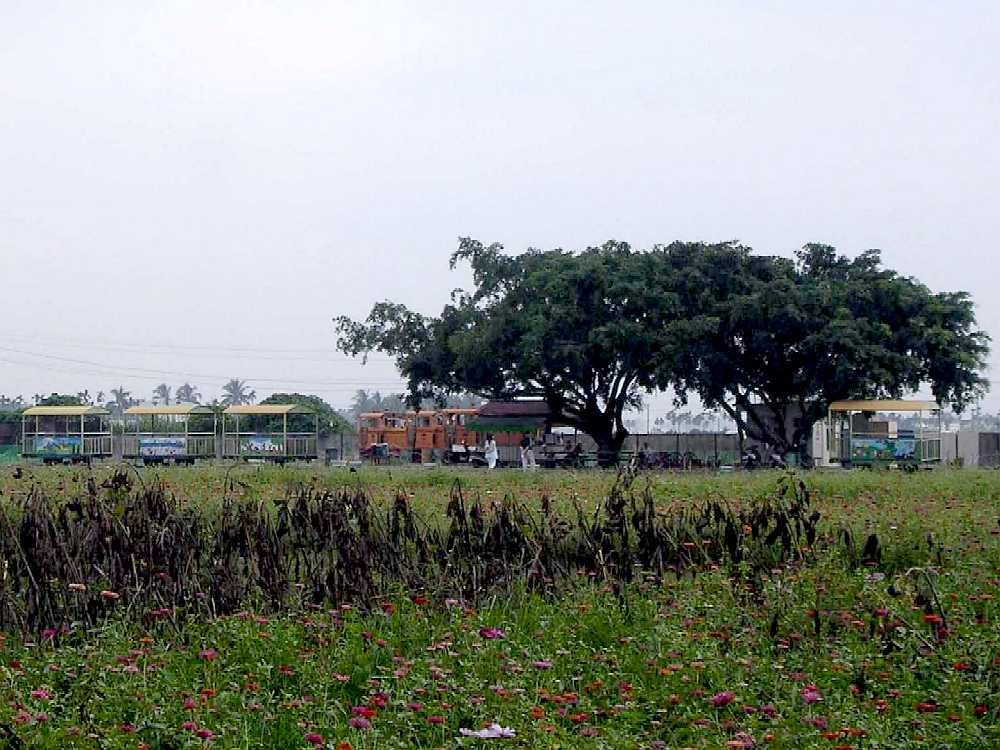
南州糖廠

南州糖廠是一座位於屏東縣南州鄉溪北村的製糖工廠。

## 沿革
南州糖廠，原名東港製糖所，原屬於臺灣製糖株式會社，成立於1920年，每日壓榨甘蔗量1200公噸，是臺灣最南端的一間糖廠。因為糖業沒落，製糖工場於2003年7月1日停產關閉並於2012年拆除製糖工廠。南州糖廠轉型為觀光糖廠，隸屬於臺灣糖業公司屏東區處經營管理。

## 製糖過程
首先以自走式收割機於甘蔗田採收甘蔗，甘蔗被吸入收割機，去除葉子後由排出口釋出，裝上在一旁並行前進的蔗箱車貨台。如果遇到石頭很多的區域，收割機無法進入，則使用鐮刀以人力採收:245。收割下來的甘蔗，由蔗箱車運送至最近的集蔗場，裝上糖業鐵路的甘蔗車。:246
集蔗場的裝載方式分為以下三種：
- 高台式：使用集蔗場的卸蔗台，由蔗箱車自行將甘蔗卸至停靠於卸蔗台的甘蔗車上。
- 先將甘蔗卸至地面，再使用抓蔗機將甘蔗裝載至甘蔗車上。
- 背載式：蔗箱車將甘蔗車載上貨台，到集蔗場後以特殊的支架將甘蔗車溜放回軌道上。[2]:246、247

鐵路機車將空的甘蔗車由糖廠拉出，在沿途的集蔗場一一放下空車，再把載滿甘蔗的甘蔗車（稱為重車）相互連結，運回糖廠。台糖於1978年全面改用內燃機車。沒有鐵路抵達的甘蔗田，則以蔗箱車直接運送甘蔗至糖廠。:247
甘蔗車抵達糖廠後被放入卸蔗台，卸下甘蔗。甘蔗由輸送帶運至糖廠內部，用切割機切成約30cm長，已採收的甘蔗不能久放，必須趁新鮮處裡:248。切碎的甘蔗送入四重壓榨機，榨出糖汁，榨完汁的纖維稱為「蔗渣」，可作為鍋爐的燃料或肥料。榨出的糖汁通過輸送管進入濾淨程序:249。糖汁進入沉澱槽後加入石灰，使雜質凝固沉澱，沉澱物稱為「濾泥」，可做為肥料使用。過濾完的糖汁首先在蒸發罐中加熱，以提高純度。再進入結晶罐結晶。最後結晶被放入分蜜機，利用離心力分出固體與液體，固體稱為「粗糖」，液體則被稱為「糖蜜:250。
臺灣製糖株式會社的製程只到粗糖為止，之後便是由明治製糖株式會社或大日本製糖株式會社進行精糖的煉製。製作精糖要先將粗糖以熱水溶成糖液，加入小蘇打去除鈣質與維生素，再用活性碳或離子交換樹脂進行過濾脫色，得到的產品即為精糖。糖蜜則可做為製造酒精的原料。:251。

## 現況
南州糖廠自轉型為觀光糖廠後，內部陸續增設許多休憩遊樂設施，除了親水遊樂區和體驗小火車外，在親水遊樂區旁有大片的池塘，池塘裡頭有鯉魚、鴛鴦和鴨子，一旁設有飼料販賣機可供遊客購買。
廠內還有控土窯區（需要支付清潔費新臺幣350元）、烤肉區和花田，糖廠提供成套的控土窯食材和用具，可付費購買，也可自行攜帶，但需繳交清潔費用；烤肉區須自行攜帶食材，使用烤肉區則不須付費；花田是近來糖廠遊客最愛景點之一，花田內多為波斯菊和向日葵，盛開季節時還可提供遊客採花。

## 外部連結
- 台糖全球中文入口網-全台服務據點 （页面存档备份，存于）
- 東港製糖所 （页面存档备份，存于）
- 南州糖廠-台灣製糖工廠百年文史地圖 （页面存档备份，存于）
- 南州糖廠

### 媒體報導
- .   [2016-12-01]. （原始内容存档于2019-06-19）.
- .   [2016-12-01]. （原始内容存档于2019-06-16）.